# Jörg Bode
Jörg Bode (Melle, 22 agosto 1969) è un allenatore di calcio ed ex calciatore tedesco, di ruolo centrocampista.

## Palmarès

### Club

#### Competizioni nazionali
- Fußball-Regionalliga: 1

Arminia Bielefeld: 1994-1995
- Campionato tedesco di seconda divisione: 1

Arminia Bielefeld: 1998-1999